# Braxton Olita

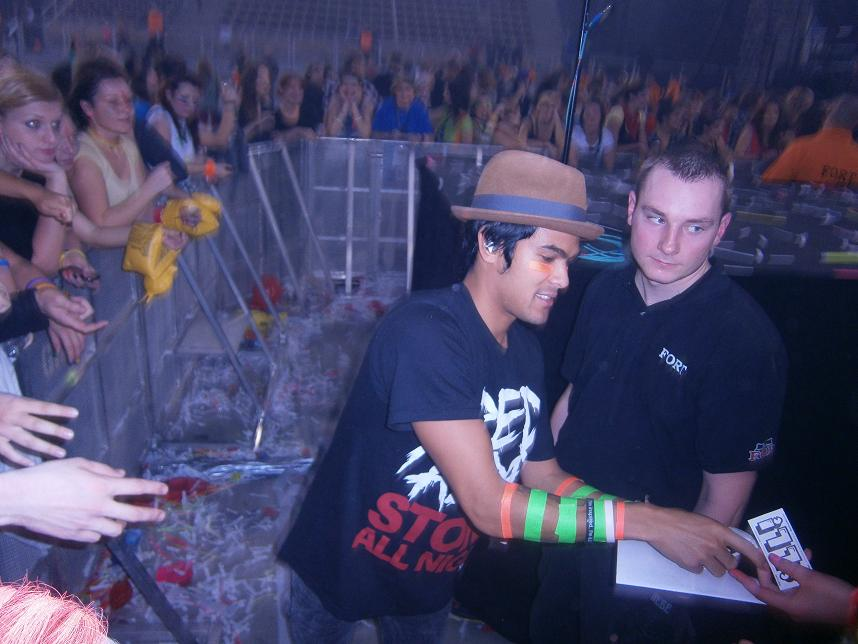
Braxton po koncercie 30 Seconds to Mars w Łodzi (2011)

Braxton Olita (ur. 17 września 1985 w Honolulu) – amerykański muzyk i wokalista, obecnie mieszkający w Ewa Beach na Hawajach. Syn Kito i Janice Marie Villarreal Olita, uczęszczał do James Campbell High School w Ewa Beach.

## Życiorys
Zamiłowanie do muzyki pojawiło się u niego bardzo wcześnie. Jako dziecko nauczył się grać na ukulele słuchając lekcji Roya Sakumy, słynnego hawajskiego nauczyciela. Szybko okazało się, że z łatwością odtwarzał piosenki i akordy ze słuchu. Swoją pierwszą gitarę akustyczną dostał od wujka. Gdy skończył szóstą klasę wiedział już, że chce zrobić karierę muzyczną. Jego rodzicom zależało jednak na tym żeby ukończył szkołę. Tak też się stało. W liceum Braxton nie porzucił jednak swoich zainteresowań i tak jak poradziła mu jego matka zaczął pisać własne piosenki.
Jako nastolatek interesował się również skateboardingiem biorąc udział w lokalnych zawodach i udzielając się jako reporter w serwisie 50-50.com. Jako dziecko wstawał o wczesnych godzinach rannych by móc popływać na desce jeszcze przed szkołą. Surfing do dziś jest jego wielką pasją.

## Kariera muzyczna
W 2004 roku Braxton dołączył do zespołu Ashlee Simpson jako gitarzysta. W 2004 i 2005 roku brał udział w dwóch trasach promujących dwa krążki zespołu: "Autobiography" i "I am me". Wystąpił w teledyskach "La La", "Pieces Of Me", "Shadow", "Boyfriend", "I Am Me", "L.O.V.E." oraz w dwóch odcinakch "The Ashlee Simpson Show" emitowanym przez stację MTV.
Lata 2009–2011 zaowocowały współpracą z zespołem 30 Seconds To Mars. Podczas dwuletniej trasy koncertowej promującej album "This Is War" Braxton grał na keyboardzie. 12. sierpnia 2011 wystąpił również jako wokalista Mars Crew, zespołu supportującego 30 Seconds To Mars na koncercie w Norymberdze. Przez cały ten okres, Braxton pracował również nad mającą ukazać się niebawem jego debiutancką płytą oraz dawał własne koncerty akustyczne. Jak dotąd w 2010 roku pojawiły się teledyski do dwóch piosenek: "How would you feel" (nakręcony przez Justin Potter) oraz "If it wasn't true" (sfilmowany przez Aarona McMullena).

## Inne
W kręgu zainteresowań artysty znajduje się również fotografia. Jest autorem licznych sesji zdjęciowych m.in. dla Raya Brady (gitarzysta Ashlee Simpson) oraz dla zespołu "Runner Runner". Od 2009 roku prowadzi również photoblog dokumentujący podróże podczas trasy koncertowej.
Braxton jest artystą bardzo otwartym i dostępnym dla fanów. W trakcie przygody z 30 Seconds To Mars często można było go spotkać na ulicach miast otoczonego grupą słuchaczy, grającego na gitarze i śpiewającego swoje piosenki. Braxton jest również aktywny w internecie, utrzymuje kontakt z fanami poprzez portale społecznościowe takie jak twitter.com oraz facebook.com